# سیارک ۷۹۰۲
سیارک ۷۹۰۲ (به انگلیسی: 7902 Hanff، نامگذاری:1996HT17) هفت هزار و نهصد و دومین سیارک کشف شده‌است که در ۱۸ آوریل ۱۹۹۶ کشف شد.
قدر مطلق سیارک برابر ۱۳٫۵۰ است.